# كاب بيترسون
كاب بيترسون (بالإنجليزية: Cap Peterson)‏ هو لاعب كرة قاعدة أمريكي، ولد في 15 أغسطس 1942 في تاكوما في الولايات المتحدة، وتوفي بنفس المكان في 16 مايو 1980 بسبب اعتلال الكلية.

## وصلات خارجية
- كاب بيترسون على موقعبيزبول رفرنس.كوم (الدوري الرئيسي) (الإنجليزية)
- كاب بيترسون على موقعبيزبول رفرنس.كوم (الدوري الثانوي) (الإنجليزية)